# George Samouelle
George Samouelle est un zoologiste britannique, né vers 1790 et mort en 1846.

## Biographie
Il commence par l’étude des lépidoptères et fait paraître en 1819, à Londres, A nomenclature of British Entomology, or a catalogue of above 4000 species of the Classes Crustacea, Myriapoda, Spiders, Mites and insects intended as labels for cabinets of Insects, etc., alphabetically arranged, réalisé grâce à l’étude des collections du British Museum qu’il étudie grâce à William Elford Leach (1790-1836).
On connaît peu de choses de sa vie. Il est libraire pour la compagnie Longmans & Co. et constitue une importante collection de papillons. Il fait paraître en 1826, General Directions for collecting and Preserving Exotic Insects and Crustacea et commence la publication, en 1832, d’une revue consacrée aux collectionneur, The Entomological Cabinet (seuls deux volumes paraît faute d’un public suffisant).
Aux côtés de Edward Newman (1801-1876), il participe à la création, en 1826, de l’Entomological Club, qui perdure jusqu’à aujourd’hui. En 1821, il devient assistant au département d’histoire naturelle du British Museum. Vingt ans plus tard, il en est renvoyé pour mauvaise conduite, ivresse et destruction volontaire des fiches d’identification des spécimens. Il meurt quelques années plus tard.

## Source
- Michael A. Salmon, Peter Marren et Basil Harley (2000). The Aurelian Legacy. British Butterflies and their Collectors. Harley Books (Colchester) : 432 p.